# Pravda (Slowakei)
Pravda (slowakisch für „Wahrheit“) ist eine slowakische linksliberale Tageszeitung. Sie ist die älteste, konstant herausgegebene Zeitung der Slowakei und erscheint täglich von Montag bis Samstag. Vor der Samtenen Revolution 1989 war sie das Zentralorgan der Kommunistischen Partei der Slowakei. Heute gehört die Zeitung und ihre Verlagsgesellschaft Perex dem tschechischen Unternehmen Florena.

## Geschichte
Die Pravda wurde am 15. September 1920 gegründet. Nach 1945 war sie die Tageszeitung im slowakischen Teil der Tschechoslowakei. Gegenstück in Tschechien war Rudé právo („Rotes Recht“).
Sie ist die Zeitung der in Partei der demokratischen Linken umbenannten Kommunistischen Partei der Slowakei. Laut dem slowakischen Magazin Týždeň ist die Zeitung links orientiert. Im Jahr 2008 hat die Zeitung ihr Layout vom Berliner zum Tabloid gewechselt.